# 樟仑
樟仑（馬來語：Changlun；泰语：ช้างหล่น），是马来西亚吉打州北部的一个小镇，位于古邦巴素县，距首府亚罗士打约42公里，离北部边境黑木山8公里左右。樟仑一词源于泰语「ช้างหล่น」（拉丁拼音：Chang Lon），意即「倒下的大象」。
樟仑-玻璃市港口高速公路和南北大道的建设不仅带动了该镇的经济发展，同时便于人民使用公路前往重点教育机构，如马来西亚北方大学（UUM）、亚罗士打教育局、 吉打大学预科班学院（KMK）、玻璃市大学预科班学院（KMP）、玛拉工艺大学亚娄校区、玻璃市大学亞娄校区和玻璃市理工学校。

## 人口
| 2010年樟仑的种族人口比例 | 2010年樟仑的种族人口比例 | 2010年樟仑的种族人口比例 | 2010年樟仑的种族人口比例 | 2010年樟仑的种族人口比例 |
| ------------------------ | ------------------------ | ------------------------ | ------------------------ | ------------------------ |
| 种族                     | 种族                     |                          | 百分比                   | 百分比                   |
| 马来人                   | 马来人                   |                          | 46.1%                    | 46.1%                    |
| 华人                     | 华人                     |                          | 38.7%                    | 38.7%                    |
| 印度人                   | 印度人                   |                          | 5.7%                     | 5.7%                     |
| 马来西亚土著和其他       | 马来西亚土著和其他       |                          | 9.5%                     | 9.5%                     |

根据2010年统计，樟仑的人口约为1,506。
与马来西亚多数城市的人口比例一样，樟仑的人口包括马来人694名（46.1%）、华人583名（38.7%）、印度人86名（5.7%）、马来西亚土著和暹罗人28名（1.9%），以及115名非马来西亚籍人。

## 名人
- 李桀汉（歌手，第二届马来西亚偶像冠军）
- To'ki（歌手、作曲家兼作词人）
- Mohd Fazliata Taib（马来西亚足球运动员）